# フアン・ハシント・ムーニョス・レンヘル
フアン・ハシント・ムニョス・レンヘル（Juan Jacinto Muñoz Rengel、1974年 - ）は、スペイン・マラガ出身の小説家。
哲学の博士課程で学び、スペインとイギリスで教師をしていた。「アントロポス誌」「インスラ誌」「クラリン紙」「エル・パイス紙」等に記事を寄せる。著書にサテニル賞年間最優秀短編集部門の最終選考に残ったDe mecánica y alquimia（力学と錬金術について、2009年、Salto de Página）、88 Mill Lane（ミル・レーン88番地、2006年、Alhulia）。短編選集Perturbaciones（混乱、2009年、Salto de Página）とFicción Sur（南の小説、2008年、Traspiés）を編纂し序文を書いた。同世代の作家のアンソロジーPequeñas Resistencias（ささやかな抵抗、2010年、Páginas de Espuma）とSiglo XXI （21世紀、2010年、Menoscuarto）に作品が収録されている。大ベストセラーになった スペインでは El asesino hipocondríaco (心気症の殺し屋、2012年、ランダム・ハウス・モンダドーリ)。

## 略歴
- 1974年、スペインマラガに生まれる。
- 1998年に博士号を取得。
- 2007年、スペイン国営ラジオ (Radio Nacional de España) のアナウンサーとして働き始める。

## 作品
- 2005 - 88 Mill Lane、プロローグパブロ・デ・サンティス、ISBN 978-84-96083-85-1。
- 2008 - Ficción sur、ISBN 978-84-935427-6-4。
- 2009 - Perturbaciones、ISBN 978-84-936354-6-6。
- 2009 - De mecánica y alquimia, ISBN 978-84-936354-9-7。
- 2012 - 心気症の殺し屋 El asesino hipocondríaco、ランダムハウス、ISBN 978-84-01-35225-6。
- 2013 - El sueño del otro、ランダムハウス、ISBN 978-84-01-35357-4。
- 2013 - El libro de los pequeños milagros (フラッシュフィクション)、ISBN 978-84-8393-146-2。

## 心気症の殺し屋
いくつもの奇病を患い、おまけに、不運の女神に見守られている殺し屋のY氏は、朝起きる度に「今日が人生最後の日になるに違いない」と、確信する。
そして、せめて死ぬ前に、依頼された仕事を全うしようと、あの手この手を使って、 Eduardo Blaisten という男の命を奪おうとするのだが、不運の女神のご加護もあって、彼の試みは尽く挫折する。
そんなY氏が奮闘する様子が、エマニュエル・カント、ルネ・ディドロ、エドガー・アラン・ポー等など歴史に名を残した著名人を襲った不運や病などを巡る短いエピソードを交え、綴られてゆく。

## 受賞歴
- フリオ・コルタサル賞（2007年） (キューバ)
- クラリン賞（2009年）[1] (アルゼンチン)
- Premio Ignotus （2010年）[2] (スペイン)
- Festival du premier roman de シャンベリ (フランス)